# Могилёвский комбинат силикатных изделий
Могилёвский комбинат силикатных изделий (Могилёвский КСИ; бел. Магілёўскі камбінат сілікатных вырабаў) — белорусское предприятие по производству стройматериалов, расположенное в городе Могилёве.

## История
Строительство комбината началось в 1966 году, и он был введён в эксплуатацию в 1968 году. Проектная мощность составляла 60 млн шт условного кирпича в год и 200 тыс. м³ изделий из ячеистого бетона в год. В 1968—1969 годах было освоено производство силикатных кирпичей и газосиликатных изделий. Первоначально на комбинате применялась ручная резка изделий из ячеистого бетона в формах, в 1975 году было внедрено механизированное разрезание массивов в формах, в 1980 году введён в эксплуатацию первый резательный комплекс. В 1989 году предприятие переведено на хозрасчёт, в 1994 году комбинат преобразован в коллективное предприятие, в 1999 году — в закрытое акционерное общество. В 1990-е годы освоено производство строительных растворов, бетонных смесей, пенополистирольных плит и других изделий строительного назначения. Пустотность силикатного кирпича к 1997 году была доведена с 12-13 % до 20-24 %. В начале 2000-х годов проведена модернизация производства: было закуплено оборудование немецких компаний «Masa-Henke» и «Masa-Dorstener».

## Современное состояние
Комбинат расположен на севере города, в 12 км от основного источника сырья — песчаного карьера. Производит изделия из ячеистого бетона, силикатный кирпич, панели из силикатобетона, известковые и цементные растворы, бетонные смеси. В 2014 году на предприятии насчитывалось 7 прессов по производству силикатных кирпичей: 4 револьверных пресса для 2-пустотного кирпича и 3 гидравлических пресса для 11-пустотного кирпича и силикатных камней. Изделия из ячеистого бетона производятся на 5 технологических линиях: 3 линии «Силбетблок» и 2 «Masa-Henke». На предприятии работает около 800 сотрудников.
Комбинат является одним из крупнейших производителей силикатного кирпича в Республике Беларусь: в 2011 году было произведено 99 млн шт условного кирпича (3-е место в республике после «Гомельстройматериалов» и Любанского комбината стройматериалов — 106 и 105 млн шт соответственно).